# Quelli che il calcio
Quelli che il calcio (noto anche come Quelli che... il calcio, Quelli che... il calcio e..., Quelli che il calcio e..., Quelli che il lunedì, e Quelli che...) è stato un programma televisivo italiano di genere varietà e sportivo, trasmesso su Rai 3 dal 1993 al 1998 e su Rai 2 dal 1998 al 2021.

## Il programma
Il programma, per oltre 25 anni, è stato trasmesso la domenica pomeriggio durante il periodo di attività del campionato italiano di calcio, in contemporanea con lo svolgimento delle partite di Serie A, al fine di seguirle e commentarle in diretta.
È stato condotto dal 1993 al 2001 da Fabio Fazio con Marino Bartoletti, dal 2001 al 2011 da Simona Ventura, dal 2011 al 2013 da Victoria Cabello, dal 2013 al 2017 da Nicola Savino e dal 2017 al 2021 da Luca e Paolo e Mia Ceran.
Veniva realizzato nello studio TV3 del Centro di produzione Rai di Milano.
In concomitanza del turno di campionato dell'Epifania, il programma andava in onda anche il 6 gennaio, mentre nella settimana di Pasqua era in onda il Sabato santo. Durante la conduzione di Fazio e Ventura, inoltre, veniva trasmesso anche nei turni infrasettimanali, in prima serata.
La trasmissione si rifà sotto molti aspetti a una precedente trasmissione di Rai 3, intitolata Va' pensiero, programma ideato da Aldo Zappalà e condotto da Andrea Barbato, Galeazzo Benti e Oliviero Beha nella seconda metà degli anni ottanta.

## Storia

### 1993-2001: conduzione di Fabio Fazio

Da sinistra: Fabio Fazio e Marino Bartoletti, i conduttori originari del programma (1993-2001)

La trasmissione esordì su Rai 3 il 26 settembre 1993 condotta da Fabio Fazio e Marino Bartoletti con la partecipazione di giornalisti sportivi come Carlo Sassi. Il suo nome deriva dal titolo della canzone (che inizialmente era anche la sigla del programma) Quelli che..., composta e cantata da Enzo Jannacci, con l'aggiunta della parola calcio, sport fulcro di cui, in studio, si discuteva con satira e ironia. La canzone di Jannacci per la trasmissione aveva però un testo completamente diverso (parlava infatti di calcio con testo ricantato la sera prima della messa in onda) rispetto alla prima versione originale.
Ha collaborato a lungo con la trasmissione radiofonica Tutto il calcio minuto per minuto su Rai Radio 1: fino al 1997, infatti, i volti dei radiocronisti apparivano su un grande video wall alle spalle del conduttore. Nel 1996 il video wall con i radiocronisti viene spostato e collocato dietro alla platea del pubblico, per poi subire numerose variazioni nel corso degli anni.
Il format nasce, a detta dello stesso conduttore, come una traduzione televisiva del programma radiofonico di Rai Radio 1, e consiste nel trasmettere i risultati delle partite di Serie A e di Serie B (fino al 2005, quando vennero spostate al sabato; dal 2010 vengono sostituite dalla Serie C), i quali compaiono in successione sulla parte bassa dello schermo. Nella parte alta appare la partita commentata in diretta dagli inviati vip di turno o l'inviato nella manifestazione. Quando una squadra di Serie A segna un goal, esso viene comunicato in diretta (fino al 2005 dalla trasmissione radiofonica Tutto il calcio minuto per minuto, poi da giornalisti in studio); in sottofondo viene trasmesso l'urlo dei tifosi e una musica epica, seguita (quando è possibile) dall'inno della squadra che ha segnato; dal 1994 il nuovo risultato della partita compare nella parte alta dello schermo e dal 1996 su entrambi i margini dello schermo sventola una bandiera con i colori sociali della squadra che ha segnato, i radiocronisti che commentano l'azione sul momento (durante il periodo di collegamento con Tutto il calcio minuto per minuto) e i minuti e i nomi dei calciatori che hanno segnato le rispettive reti; infine, al centro dello schermo, vengono trasmesse in diretta immagini dai campi di gioco, in momenti di esultanza e non, in una sorta di simulcast con le pay-TV: il tutto senza trasmettere immagini di gol in diretta, cosa vietata alle tv in chiaro e, quindi, quasi mai avvenuta nella trasmissione. Questa grafica subirà variazioni nel corso degli anni. Inoltre, fino al 2009, all'intervallo e al termine delle partite veniva mostrata la schedina Totocalcio.

Da sinistra: il tifoso juventino Idris, personaggio ricorrente del programma nelle prime edizioni, e Fazio

Al fianco del conduttore ligure si avvicendarono, durante i primi otto anni del programma, i comici Teo Teocoli e Anna Marchesini, e altri personaggi come l'astrologo olandese Peter Van Wood, il tifoso juventino gambiano Idris, il designer giapponese Takahide Sano, sovente il giornalista e conduttore tv Luciano Rispoli, il primario di pediatria e tifoso della Sampdoria Renato Panconi, la suora laziale Suor Paola, il giornalista Paolo Brosio e l'esperto di statistiche dall'espressione impassibile Massimo Alfredo Giuseppe Maria Buscemi.
Durante i primi tre anni di trasmissione ci furono anche dei collegamenti fissi dagli stadi, e in particolare di Everardo Dalla Noce – un ex radiocronista e volto del TG2 che per molti anni seguì la pagina economica – che ha commentato dai vari stadi d'Italia tutte le partite insieme con il suo aiutante, nonché il regista Giacomo Forte, succeduto quindi da Nando Martellini ed infine da Tonino Carino; inoltre per alcune puntate dei primi tre anni faceva numerose ospitate fisse un altro ex volto del Tg2, Onofrio Pirrotta, rinchiuso in un chiosco di giornali, in un'edicola italiana.
Dal 1996 al 1999 entrò a fare parte degli ospiti di Quelli che il calcio l'ingegnere professor Roberto Vacca.
Nella stagione 1998-1999 Quelli che... il calcio, dato il successo, si trasferì e traslocò su Rai 2, allungando la sua durata: tra le novità vi è la presenza, come ospite fisso, dell'astrologo Peter Van Wood, al quale venivano richiesti pronostici sui risultati di partite di Serie A.
Visto il successo particolarmente scarso dei pronostici, venne introdotta anche l'ironica sfida tra Van Wood e Van Goof, una sagoma di un gufo rappresentante la sfortuna, dove a seconda del verificarsi o meno del pronostico veniva assegnato un punto alla prima o alla seconda.
Nella stessa edizione entrò a fare parte dello show il comico Maurizio Battista, che divertì gli spettatori per due edizioni dal 1997 al 1999, lasciando poi lo spazio a Maurizio Crozza. Sempre nel 1997 fu creata una vera squadra di calcio, chiamata Atletico Van Goof, che partì dalla Terza Categoria, che aveva come mascotte il gufo, simbolo del programma, e l'inno della squadra composto da Claudio Baglioni. Dalla stagione 2001-2002, in seguito all'abbandono di Fazio e il passaggio di conduzione a Simona Ventura, la squadra (nel frattempo promossa in Prima Categoria) non verrà più seguita televisivamente all'interno del programma.

### 2001-2011: conduzione di Simona Ventura

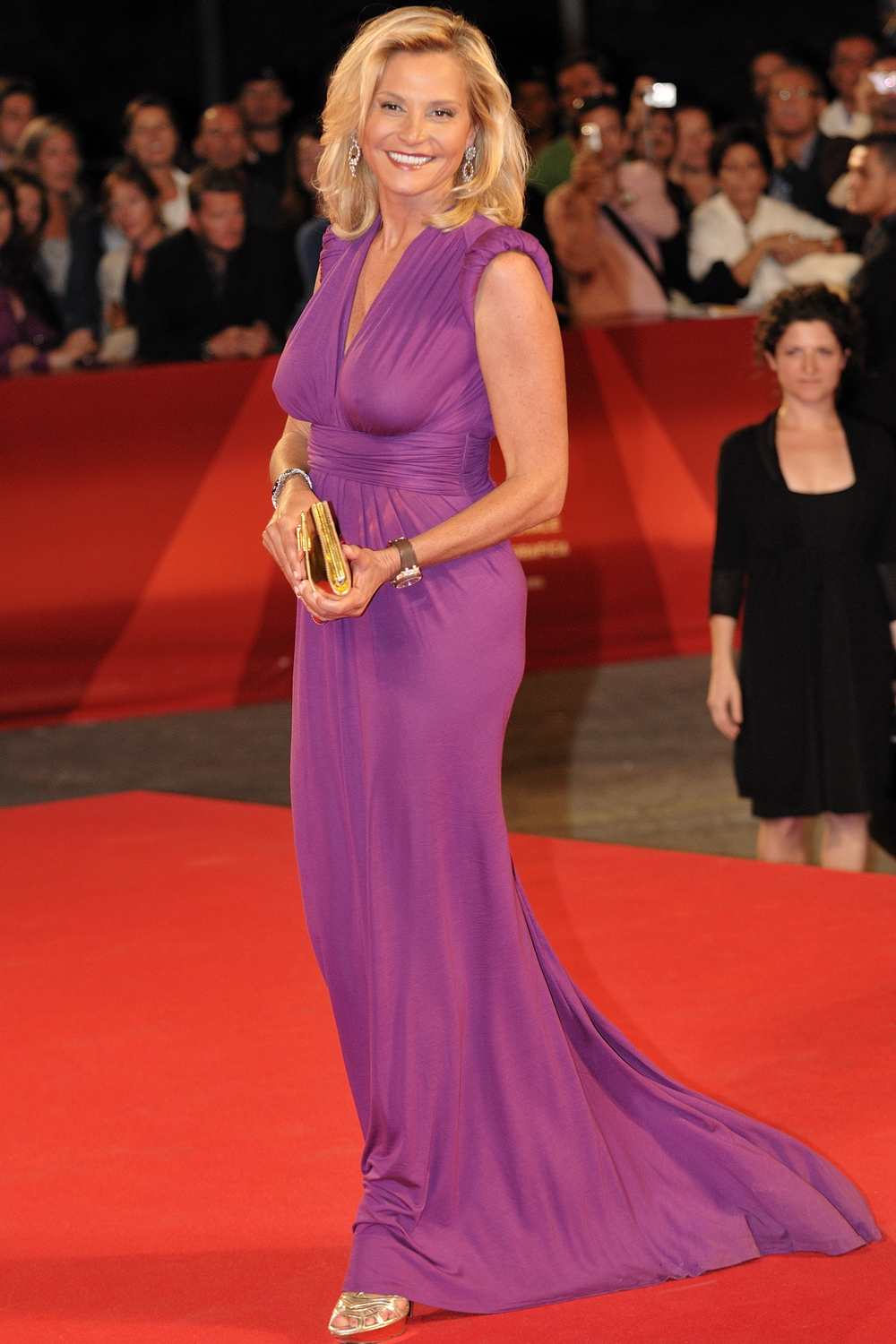
Simona Ventura, colei che ha condotto più edizioni del programma

Con la nona edizione, andata in onda dal 26 agosto 2001 al 5 maggio 2002 la conduzione passa a Simona Ventura, che condurrà il programma per ben 10 anni, risultando la conduttrice più longeva della trasmissione. Nonostante l'avvicendamento alla conduzione, che comporta il cambiamento del format in una versione più giovanile, la trasmissione continua ad ottenere alti risultati di auditel, anche grazie al lavoro svolto dai nuovi giornalisti sportivi, affiancati da ex calciatori, che analizzano i momenti cruciali delle partite e degli altri eventi sportivi del pomeriggio (tra gli altri susseguitisi nelle varie edizioni Massimo Caputi, Bruno Pizzul, Ivan Zazzaroni, Marco Fiocchetti, Enrico Varriale, Luigi Maifredi, Bruno Gentili, Gian Piero Galeazzi e l'ex marito della conduttrice Stefano Bettarini). Tra il 2001 e il 2005 il programma ha un quadriennio straordinario. Tra i comici, unici superstiti dell'era Fazio sono Tullio Solenghi, Gene Gnocchi e Dario Vergassola, a cui si aggiungono Maurizio Crozza, Max Giusti, Lucia Ocone, David Pratelli, Ubaldo Pantani e Brenda Lodigiani (questi ultimi due dal 2010). Il primo diviene noto per le sue imitazioni (già molto apprezzate in Mediaset nel programma Mai dire gol), mentre Gnocchi per la sua satira politica. Essi ottengono uno straordinario successo: addirittura il 5 maggio 2002 il programma segna il record del 43% di share e oltre 7 milioni di telespettatori. Inoltre la Ventura è riuscita anche a presentare diverse pop star internazionali, come la cantante inglese Amy Winehouse esibitasi il 4 novembre 2007 con il suo singolo Back to Black e Lady Gaga, che ha esordito nel 2009 con Poker Face; rimane celebre l'esibizione dei Muse, che in segno di protesta contro l'uso del playback eseguirono il brano Uprising scambiandosi gli strumenti.
Altri elementi apprezzati sono: gli ospiti vip in studio, che osservano le partite discutendone ironicamente con la conduttrice; le schedine, ossia le vallette del programma a cui si sono poi aggiunti anche i mufloni (ossia i valletti); gli inviati per le partite in diretta dagli stadi (già presenti dal 1995), in questo ciclo principalmente tifosi del mondo dello spettacolo; e infine gli inviati speciali, in primis Digei Angelo e Nicola Savino di Radio Deejay (diventato poi conduttore del programma dall'edizione 2013-2014) che partecipano a manifestazioni di particolare interesse, sulla scia del loro predecessore nell'era Fazio, Paolo Brosio.
In seguito al successo ottenuto la Rai affida alla Ventura e al suo cast di comici la conduzione del Festival di Sanremo 2004, non replicando tuttavia lo stesso successo del contenitore domenicale.
Nello stesso anno, dopo tre edizioni di successo, Maurizio Crozza lascia la trasmissione. I comici che si susseguirono da allora ebbero anch'essi un certo successo, ma molto inferiore a quello del comico genovese.
Simona Ventura, inoltre, "sfrutta" in un certo senso il contenitore per dare spazio e luce ad altri suoi programmi di successo e di spicco, L'isola dei famosi (dal 2003 al 2011), Music Farm (dal 2004 al 2006) e X Factor (nel 2008 e nel 2009), collegandosi con i "naufraghi" (nel primo caso) e con le "Ugole d'Oro" (nel secondo) e con i cantanti in gara (nel terzo), e tastando gli umori del momento.
Dal 2003 al 2009 trova spazio nel programma il "Maifredi Team", iconica squadra diretta da Gigi Maifredi che ha il compito di ricreare le azioni dei gol, trasmettendo così, per la prima volta, gli highlight nella trasmissione (chiamati Raffica di gol), i quali scompariranno definitivamente dalla stagione 2019-2020.
Due anni più tardi, in seguito al passaggio dei diritti televisivi della Serie A da Rai a Mediaset, per "aggirare" il divieto, vengono apportati numerosi cambiamenti: gli inviati per le partite non parlavano più all'interno degli stadi, ma commentavano i match in altri luoghi, simulando in alcuni casi l'ambiente degli spalti, vengono eliminati i collegamenti audio con Tutto il calcio minuto per minuto (la cui collaborazione continua) per i gol, i quali vengono annunciati dai cronisti in studio, assieme alle musiche epiche e alle esultanze live, e il calcio inizia a essere un po' meno protagonista a discapito del varietà.
Dalla stagione 2008-2009 il format tornò all'origine (ad eccezione per i gol, comunicati sempre dai giornalisti in studio), con gli inviati che poterono tornare negli stadi visto che la RAI aveva acquisito nuovamente i diritti televisivi della Serie A.
La Ventura era stata riconfermata dalla Rai alla conduzione della trasmissione anche per la stagione 2011-2012, ma nell'estate del 2011, a sorpresa, la conduttrice piemontese firmò un contratto in esclusiva di due anni con la piattaforma satellitare Sky Italia, lasciando così il programma con dieci anni all'attivo.

### 2011-2013: conduzione di Victoria Cabello

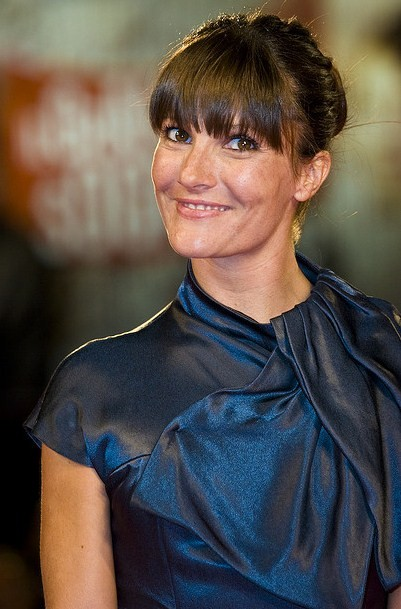
Victoria Cabello

Per la stagione 2011-2012 (in cui il programma riprende il titolo originale) la trasmissione è affidata dunque a Victoria Cabello, proveniente da LA7, reduce del suo programma Victor Victoria - Niente è come sembra; inoltre vi è il ritorno, dopo tre anni, di Paolo Beldì alla regia. Inviata fissa di questa edizione è Marisa Passera mentre in studio la conduttrice è affiancata dal Trio Medusa con i loro scherzi e interventi irriverenti. Inoltre come commentatori sportivi che segnalano i momenti clou delle partite troviamo Massimo Caputi (unico superstite delle edizioni della Ventura), il giornalista coreano Suri Chung e poi l'ex arbitro Daniele Tombolini negli ultimi mesi; il format, inoltre, muta ancora, diventando un talk show calcistico-scandalistico, rendendo il programma meno satirico ed eliminando anche il corpo di ballo delle edizioni passate.
Tra comici/imitatori si annoverano Virginia Raffaele e Ubaldo Pantani; la prima ha proposto le imitazioni di Ornella Vanoni, Nicole Minetti e di Belén Rodríguez lanciando due nuovi personaggi quali Paula Gilberto Do Mar e GiorgiaMaura, mentre il secondo ha proposto le imitazioni di Roberto D'Agostino e di Massimo Giletti; insieme inoltre hanno proposto l'imitazione di Enzo Miccio e Carla Gozzi in Ma non ti vergogni?, parodia del programma televisivo Ma come ti vesti? in onda su Real Time. Dal gennaio del 2012 al cast dei comici si è aggiunto anche Marcello Cesena, che qui ha portato il personaggio di Jean Claude e la sua serie comica Sensualità a corte precedentemente presente su Italia 1 nei programmi della Gialappa's Band.
In questa edizione, per la prima volta, Victoria Cabello e i suoi autori introducono una nuova figura: il rapper calcistico, ruolo inventato grazie all'idea del rapper Gianluca Grauso (G&G) di realizzare e interpretare rap-cronache sulle partite di calcio di Serie A durante la trasmissione. Da gennaio 2012 il programma modifica la sua scenografia e vede il ritorno del commentatore tecnico Bruno Pizzul, già presente nelle prime edizioni presentate da Simona Ventura e di Idris, presente in passato nelle edizioni condotte da Fabio Fazio.
L'edizione 2012-2013, condotta sempre da Victoria Cabello, diventa ancor più di varietà e ancor meno calcistico, come sottolineato anche dal nuovo titolo Quelli che.... Tutto ciò è dovuto alla perdita dei diritti televisivi per i collegamenti con i campi della Serie A da parte della Rai, come già successo nel triennio 2005-2008. Di conseguenza Paolo Beldì abbandona di nuovo la regia del programma che viene affidata a Massimo Fusi; a metà stagione entra nel cast anche Alba Parietti, la quale interviene con vari sketch comici all'interno del programma. L'edizione 2012-2013 si conclude il 19 maggio 2013, segnando la fine dell'era Cabello a causa della scadenza del contratto biennale della presentatrice con la Rai.

### 2013-2017: conduzione di Nicola Savino con la Gialappa's Band

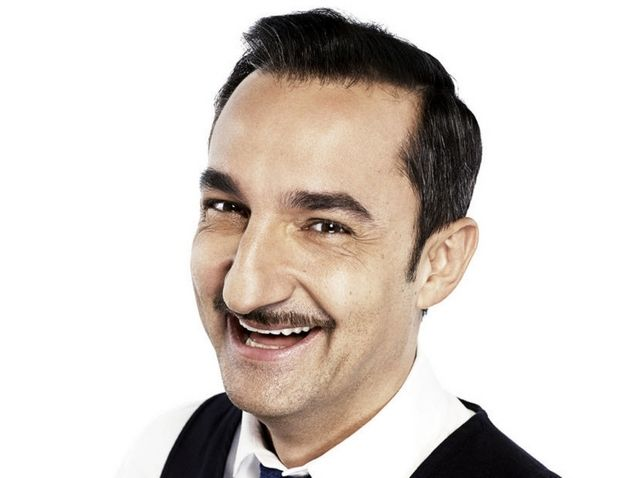
Nicola Savino

Dalla stagione 2013-2014 il programma cambia titolo in Quelli che il calcio e dunque si focalizza nuovamente sul calcio, che ridiventa il tema centrale della trasmissione, senza farsi mancare incursioni nelle altre discipline e momenti di varietà e comicità. Alla conduzione del programma arriva Nicola Savino (già presente nelle edizioni condotte da Simona Ventura come inviato in eventi importanti assieme a Digei Angelo) e alla regia torna nuovamente, dopo un anno di assenza, Paolo Beldì.
Viene confermata la presenza di Massimo Caputi e Daniele Tombolini come commentatori delle partite, e inoltre vengono ripristinati i collegamenti audio con la storica trasmissione radiofonica Tutto il calcio minuto per minuto, come avveniva nelle edizioni di Fabio Fazio e nelle prime edizioni della Ventura ma, a differenza del passato, solo per i commenti live dei calci di rigore. Inviate fisse di questa edizione sono Valentina Ricci, in collegamento da feste, kermesse e sagre in giro per l'Italia, e Maria Pia Timo (già presente nelle ultime edizioni condotte da Simona Ventura) inviata in varie manifestazioni sportive.
Nel cast comico è confermato Ubaldo Pantani che dal 2013, oltre che con le sue imitazioni, è presente anche in studio con una postazione fissa (riprendendo così il ruolo ricoperto in passato da Gene Gnocchi) dalla quale dà vita a vari interventi comici durante tutto l'arco della trasmissione, mentre Virginia Raffaele – inizialmente proposta come co-conduttrice al fianco di Savino – abbandona il programma in quanto impegnata in nuovi progetti televisivi. Anche Marcello Cesena e il Trio Medusa lasciano il cast della trasmissione, mentre ne entra a far parte il duo comico Nuzzo e Di Biase.

La Gialappa's Band

Nella stagione 2014-2015 Beldì abbandona definitivamente la regia, che viene affidata a Caterina Pollini, mentre il cast dei comici vede il ritorno di Lucia Ocone. Il commento calcistico, dopo l'abbandono della coppia Tombolini-Caputi, viene affidato a Ubaldo Pantani affiancato da ospiti che variano di settimana in settimana: in alcuni casi saranno giornalisti professionisti (Fabrizio Ferrari, Matteo Marani, Bruno Pizzul, Massimo Caputi) o pubblicisti (Alberto Rugolotto), in altri ex calciatori (Marco Nappi, Luis Suárez, Daniele Massaro).
Nella stagione 2015-2016 tornano i collegamenti con gli stadi della Serie A, eliminati in passato a causa della perdita dei diritti televisivi; altra grande novità è rappresentata dalla Gialappa's Band, che affianca Savino nella conduzione del programma. Al tavolo "tecnico" arriva la giovane giornalista Sarah Castellana insieme all'ex arbitro Paolo Casarin e, a rotazione, altri giornalisti e addetti ai lavori (come Bruno Pizzul e Ivan Zazzaroni); infine, dal 2016 al 2020, il commento viene affidato a Emanuele Dotto (affiancato, inizialmente, da Sarah Castellana, poi da Toni Bonji e infine da Federico Russo). Nella postazione web, a dare visibilità a commenti e contributi dalla rete, esordisce Melissa Greta Marchetto, la quale annuncia anche una prima pagina della Gazzetta dello Sport (parodistica e inventata sul momento, in quanto la vera prima pagina viene resa pubblica soltanto intorno a mezzanotte); tra gli inviati vi sono i confermati Angela Rafanelli e Digei Angelo alias Mimmo Magistroni, improbabile allenatore che, in collegamento dalle scuole calcio di tutta Italia, cerca di ricreare i gol della Serie A, ruolo in passato svolto da Gigi Maifredi; a differenza di quest'ultimo, che utilizzava un suo team fisso, Digei Angelo opera con squadre prevalentemente di ragazzini che variano ogni settimana. Il nuovo regista è Fabio Calvi che dall'edizione 2016-17 cede il posto a Luigi Antonini. Il 17 maggio 2017 viene annunciato che Nicola Savino passerà a Mediaset dalla stagione 2017-2018. Con l'ultima puntata del 21 maggio 2017 si conclude l'era Savino alla conduzione di Quelli che il calcio; durante l'estate anche la Gialappa's Band annuncia il ritorno a Mediaset, lasciando il programma dopo due anni.

### 2017-2021: conduzione di Luca e Paolo con Mia Ceran
Dal 10 settembre 2017 il programma viene affidato al duo Luca e Paolo con la co-conduzione e partecipazione di Mia Ceran, che nella stagione precedente svolgeva il ruolo di inviata. Vengono rinnovati grafica, scenografia e anche parte del cast; entra a far parte del cast fisso anche la band Jaspers, che esegue sigle e stacchi musicali dal vivo e accompagna anche il duo comico nei loro numeri musicali. Sotto la loro conduzione, la trasmissione vede un nuovo incremento di ascolti: volto di punta è Francesco Mandelli, mentre i Calciatori Brutti vengono rimpiazzati da Federico Russo, collegato da un pub in Corso Sempione, insieme a Dino Zandegù e (dal 2018) Herbert Ballerina, nonché a ospiti a rotazione. Torna a far parte del cast Brenda Lodigiani, insieme ai comici Antonio Ornano e Toni Bonji. Degne di nota le imitazioni di Lapo Elkann, Massimo Giletti (appena passato a LA7), Gian Piero Ventura (all'epoca CT dell'Italia) e Gianluigi Buffon.

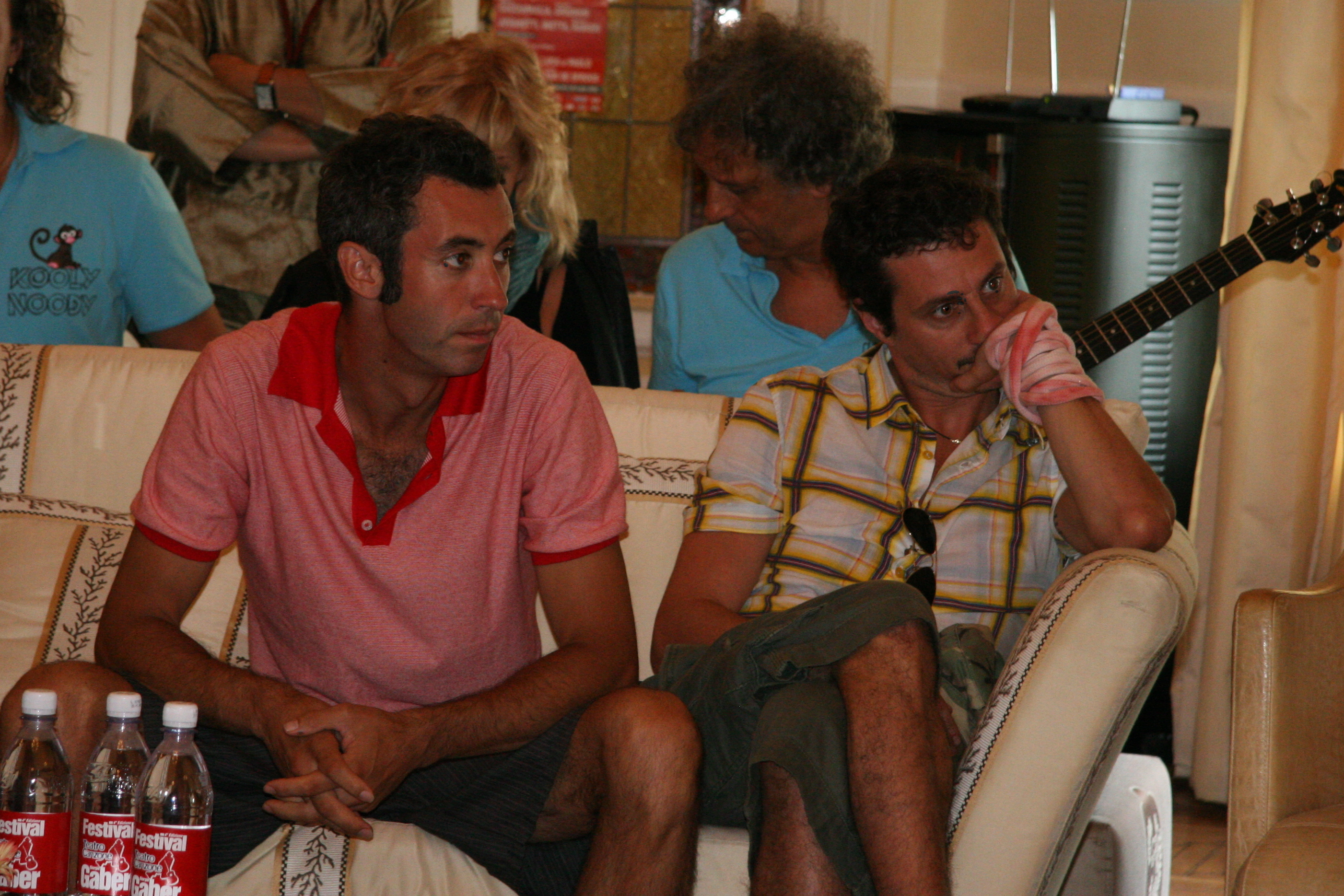
Luca e Paolo

Nella stagione 2018-2019 la trasmissione si arricchisce di ulteriori elementi: lo studio ospita una postazione di Rocco Tanica (di ritorno dopo undici anni), in veste di critico televisivo, viene creata anche una versione radiofonica, Quelli che... a Radio 2, in onda su Rai Radio 2 e condotta da Gianluca Gazzoli (poi sostituito da Andrea Santonastaso) e Tamara Donà, la quale però non verrà riconfermata in futuro, e nascono nuovi personaggi fittizi interpretati dai due comici, quali la Dottoressa Piera, una pseudo-terapista infantile, seguita da Renella, una protagonista di un finto musical basato su doppisensi, il Dottor Prunes e Folco Maria Brandauer, rispettivamente uno psicologo sportivo e un poeta calcistico, e l'Agente Mormora, un buttafuori. Degne di nota anche le imitazioni di Matteo Salvini, Diletta Leotta, Chiara Ferragni, Wanda Nara (moglie di Mauro Icardi), Massimiliano Allegri, Roberto Burioni, Carlo Ancelotti, Luciano Spalletti, Simone Inzaghi, Maurizio Sarri e Daniele Adani (prima di ogni stacco pubblicitario); inoltre, la postazione pub introduce una finta campagna di abbonamento al servizio Rai Pub, oltre a un concorso sulla scia di Paperissima, intitolato Coppa Ignoranza, nel quale ogni settimana venivano selezionati filmati di situazioni assurde, legate al calcio e non. Dal 1º dicembre 2018 al 3 febbraio 2019, al fine di promuovere un messaggio di non-razzismo verso le donne nello sport, esse realizzavano, in sostituzione dei bambini, i replay dei gol assieme a Mimmo Magistroni. L'ultima puntata integrale della stagione va in onda il 6 maggio 2019, seguita l'11 e il 18 da due piccole puntate senza il commento di Emanuele Dotto, impegnato per Radio 1 al Giro d'Italia.
La stagione 2019-2020, iniziata il 25 settembre 2019, vede la riconferma di buona parte del cast delle precedenti stagioni; novità sono Enrico Lucci in veste di inviato fisso, che prende il posto di Francesco Mandelli (tornato a San Siro come commentatore per il Milan) e Antonio Picci, detto "bomber". Limitate sono le apparizioni di Antonio Ornano, con la contemporanea rimozione della postazione pub (fino al 2 febbraio 2020) e dei collegamenti audio con Tutto il calcio minuto per minuto per i rigori (la cui collaborazione prosegue); escono dal cast anche DJ Angelo, unico erede della vecchia guardia che va in pensione dopo 18 anni consecutivi di partecipazione (e di conseguenza non vi sono più le dimostrazioni delle azioni dei gol), il comico Edoardo Ferrario e buona parte degli ospiti fissi della precedente stagione (come Collovati, Casarin e Terruzzi); di conseguenza, Federico Russo viene promosso in studio, in sostituzione di Toni Bonji che passa ad inviato. Mantenuta, comunque, l'abitudine di mostrare i momenti più assurdi dal mondo del calcio e non, oltre a lanciare una rubrica intitolata Chi dimentica è complice. La grande novità risiede nel puntare molto sulla satira politica, con la presenza ogni settimana di politici in veste di inviati negli stadi, cambiando anche i personaggi delle imitazioni: infatti, tra le nuove imitazioni figurano quelle di Giuseppe (allora premier) e Antonio Conte (allora tecnico dell'Inter), Mario Giordano, Paolo Del Debbio, Pamela Prati, Myss Keta, di alcuni personaggi de Il cantante mascherato e, nelle prime dieci puntate, della trasmissione Un giorno in pretura. Rinnovate completamente le sigle, la grafica e la scenografia. Con il loro crescente successo viene dato spazio anche al mondo dei social, introducendo dal 2020 sfide di TikTok. Dal 22 febbraio 2020, a causa della pandemia di COVID-19, avvengono alcuni cambiamenti: scompaiono l'anteprima della parodia della Gazzetta dello Sport (in probabile segno di rispetto per i giornalai, allora chiusi in Lombardia) e il pubblico, il numero di collegamenti esterni viene fortemente ridotto e ad ogni stacco pubblicitario viene trasmesso un cartello indicante regole per fronteggiare il virus. Dal 1º marzo lascia anche Emanuele Dotto, risultato positivo al COVID, venendo sostituito da Sabrina Gandolfi e Federico Russo, mentre dal 15 marzo al 30 maggio il programma non va in onda (anche a causa dello stop del campionato di Serie A) e torna poi per due puntate speciali a giugno.
Il 16 luglio 2020, in occasione della presentazione dei palinsesti di Rai 2, viene quindi confermata la 27ª edizione del programma che ha inizio il 1º novembre, a causa del rinvio del Giro d'Italia, e si conclude il 2 maggio 2021; la conduzione, la grafica e il format restano invariati, ma il pubblico è ancora assente, per via degli ordinamenti imposti dal governo per fronteggiare la Pandemia di COVID-19, e vengono ridotte le imitazioni, lasciando spazio perlopiù a interviste a VIP (es. nella prima puntata Alan Friedman e Filippo Ganna) e alla cultura calcistica, cui scaturisce il nuovo quiz Quanto calcio ne sai. Dopo la rinuncia di Emanuele Dotto, il nuovo cronista è Marco Mazzocchi, tornato dopo 13 anni e che lascia il posto nelle ultime puntate a Ubaldo Pantani, già commentatore nella stagione 2015-2016.
Tra le nuove imitazioni figurano Luisella Costamagna, nuova conduttrice di Agorà, la Contessa De Blanck (concorrente del Grande Fratello VIP 2020), Orietta Berti, il virologo genovese Matteo Bassetti (interpretato da Paolo Kessisoglu), il neoallenatore della Juventus Andrea Pirlo, quello del Napoli Gennaro Gattuso, e una parodia di Report, e il giornalista Federico Buffa. Anche i conduttori si cimentano in gag comiche, come La base grillina e violatori dei DPCM anti COVID. Entra inoltre nel cast anche Barbara Foria, imitatrice di una mamma in protesta, quindi di Serena Bortone (conduttrice di Oggi è un altro giorno) e infine di Myrta Merlino (conduttrice di L'aria che tira).
Francesca Brienza, in passato commentatrice dall'Olimpico per le partite della Roma, diventa nuova inviata dagli altri eventi sportivi minori del pomeriggio, come atletica leggera e ginnastica artistica, sulla scia di quanto faceva Francesco Mandelli fino al 2019.
A luglio 2021, in occasione della presentazione dei palinsesti della rete, il programma viene riconfermato così come il cast della precedente annata, ma abbandona la fascia della domenica pomeriggio, per approdare al lunedì in prima serata con il titolo Quelli che il lunedì.
Per l'occasione vengono completamente rinnovati sigle, studio (che assume la forma di un late show e ritrova il pubblico) e varie grafiche. Il cast, invece, è quasi tutto riconfermato rispetto alla stagione precedente ad eccezione della band Jaspers, che lascia spazio, dopo quattro edizioni consecutive, a un nuovo complesso creato dal maestro Luca Colombo.
Gli ascolti, tuttavia, non migliorano, scendendo addirittura al 2%; dalla quarta puntata il programma passa al giovedì, diventando solo Quelli che... come nell'annata 2012-2013. Nonostante ciò l'auditel non migliora, così la RAI decide di anticipare la conclusione al 2 dicembre 2021. Inoltre, in occasione degli ATP Finals, nasce per la prima volta uno spinoff sul tennis, intitolato per l'appunto Quelli che il tennis, trasmesso dalla sede Lavazza di Torino e condotto da Melissa Greta Marchetto e Marco Mazzocchi.

## Edizioni
| Edizione | Titoli                                 | Titoli                       | Messa in onda     | Messa in onda   | Rete  | Conduzione       | Conduzione        | Studio televisivo                                        | Regia                                  |
| Edizione | Titoli                                 | Titoli                       | Inizio            | Fine            | Rete  | Conduzione       | Conduzione        | Studio televisivo                                        | Regia                                  |
| Edizione | Anteprima                              | Programma                    | Inizio            | Fine            | Rete  | Conduzione       | Conduzione        | Studio televisivo                                        | Regia                                  |
| -------- | -------------------------------------- | ---------------------------- | ----------------- | --------------- | ----- | ---------------- | ----------------- | -------------------------------------------------------- | -------------------------------------- |
| 1ª       | Quelli che... dopo il tg               | Quelli che... il calcio      | 26 settembre 1993 | 1º maggio 1994  | Rai 3 | Fabio Fazio      | Marino Bartoletti | Studio TV3 del Centro di produzione Rai di Milano        | Paolo Beldì                            |
| 2ª       | Quelli che... dopo il tg               | Quelli che... il calcio      | 4 settembre 1994  | 4 giugno 1995   | Rai 3 | Fabio Fazio      | Marino Bartoletti | Studio TV3 del Centro di produzione Rai di Milano        | Paolo Beldì                            |
| 3ª       | Quelli che... dopo il tg               | Quelli che... il calcio      | 27 agosto 1995    | 12 maggio 1996  | Rai 3 | Fabio Fazio      | Marino Bartoletti | Studio TV3 del Centro di produzione Rai di Milano        | Paolo Beldì                            |
| 4ª       | Quelli che... dopo il tg               | Quelli che... il calcio      | 8 settembre 1996  | 1º giugno 1997  | Rai 3 | Fabio Fazio      | Marino Bartoletti | Studio TV3 del Centro di produzione Rai di Milano        | Paolo Beldì                            |
| 5ª       | Quelli che... dopo il tg               | Quelli che... il calcio      | 31 agosto 1997    | 16 maggio 1998  | Rai 3 | Fabio Fazio      | Marino Bartoletti | Studio TV3 del Centro di produzione Rai di Milano        | Paolo Beldì                            |
| 6ª       | Quelli che... la domenica              | Quelli che... il calcio      | 13 settembre 1998 | 23 maggio 1999  | Rai 2 | Fabio Fazio      | Marino Bartoletti | Studio TV3 del Centro di produzione Rai di Milano        | Paolo Beldì                            |
| 7ª       | Quelli che... la domenica              | Quelli che... il calcio      | 29 agosto 1999    | 14 maggio 2000  | Rai 2 | Fabio Fazio      | Marino Bartoletti | Studio TV3 del Centro di produzione Rai di Milano        | Paolo Beldì                            |
| 8ª       | Quelli che... la domenica              | Quelli che... il calcio      | 1º ottobre 2000   | 17 giugno 2001  | Rai 2 | Fabio Fazio      | Marino Bartoletti | Studio TV3 del Centro di produzione Rai di Milano        | Paolo Beldì                            |
| 9ª       | La domenica di quelli che... il calcio | Quelli che... il calcio      | 26 agosto 2001    | 5 maggio 2002   | Rai 2 | Simona Ventura   | Simona Ventura    | Studio Fiera 1 del Centro di produzione Rai di Milano    | Paolo Beldì                            |
| 10ª      | La domenica di quelli che... il calcio | Quelli che... il calcio      | 15 settembre 2002 | 24 maggio 2003  | Rai 2 | Simona Ventura   | Simona Ventura    | Studio Fiera 1 del Centro di produzione Rai di Milano    | Paolo Beldì                            |
| 11ª      | Quelli che... aspettano                | Quelli che... il calcio      | 31 agosto 2003    | 16 maggio 2004  | Rai 2 | Simona Ventura   | Simona Ventura    | Studio Fiera 1 del Centro di produzione Rai di Milano    | Paolo Beldì                            |
| 12ª      | Quelli che... aspettano                | Quelli che... il calcio      | 12 settembre 2004 | 29 maggio 2005  | Rai 2 | Simona Ventura   | Simona Ventura    | Studio Fiera 1 del Centro di produzione Rai di Milano    | Paolo Beldì                            |
| 13ª      | Quelli che... aspettano                | Quelli che... il calcio      | 28 agosto 2005    | 14 maggio 2006  | Rai 2 | Simona Ventura   | Simona Ventura    | Studio Fiera 1 del Centro di produzione Rai di Milano    | Paolo Beldì                            |
| 14ª      | Quelli che... aspettano                | Quelli che... il calcio e... | 10 settembre 2006 | 27 maggio 2007  | Rai 2 | Simona Ventura   | Simona Ventura    | Studio Fiera 1 del Centro di produzione Rai di Milano    | Paolo Beldì                            |
| 15ª      | Quelli che... aspettano                | Quelli che... il calcio e... | 9 settembre 2007  | 18 maggio 2008  | Rai 2 | Simona Ventura   | Simona Ventura    | Studio Mecenate 2 del Centro di produzione Rai di Milano | Paolo Beldì                            |
| 16ª      | Quelli che... aspettano                | Quelli che... il calcio e... | 14 settembre 2008 | 31 maggio 2009  | Rai 2 | Simona Ventura   | Simona Ventura    | Studio Mecenate 2 del Centro di produzione Rai di Milano | Paolo Beldì                            |
| 17ª      | Quelli che... aspettano                | Quelli che... il calcio e... | 13 settembre 2009 | 16 maggio 2010  | Rai 2 | Simona Ventura   | Simona Ventura    | Studio Mecenate 2 del Centro di produzione Rai di Milano | Celeste Laudisio                       |
| 18ª      | Quelli che... aspettano                | Quelli che... il calcio e... | 12 settembre 2010 | 15 maggio 2011  | Rai 2 | Simona Ventura   | Simona Ventura    | Studio Mecenate 2 del Centro di produzione Rai di Milano | Celeste Laudisio                       |
| 19ª      | Quelli che... aspettano                | Quelli che il calcio         | 18 settembre 2011 | 13 maggio 2012  | Rai 2 | Victoria Cabello | Victoria Cabello  | Studio TV3 del Centro di produzione Rai di Milano        | Paolo Beldì                            |
| 20ª      | Quelli che... aspettano                | Quelli che...                | 16 settembre 2012 | 19 maggio 2013  | Rai 2 | Victoria Cabello | Victoria Cabello  | Studio TV3 del Centro di produzione Rai di Milano        | Massimo Fusi                           |
| 21ª      | Quelli che... aspettano                | Quelli che il calcio         | 15 settembre 2013 | 18 maggio 2014  | Rai 2 | Nicola Savino    | Nicola Savino     | Studio TV3 del Centro di produzione Rai di Milano        | Paolo Beldì                            |
| 22ª      | Quelli che aspettano                   | Quelli che il calcio         | 14 settembre 2014 | 31 maggio 2015  | Rai 2 | Nicola Savino    | Nicola Savino     | Studio TV3 del Centro di produzione Rai di Milano        | Caterina Pollini                       |
| 23ª      | Quelli che aspettano                   | Quelli che il calcio         | 13 settembre 2015 | 15 maggio 2016  | Rai 2 | Nicola Savino    | Gialappa's Band   | Studio TV3 del Centro di produzione Rai di Milano        | Fabio Calvi                            |
| 24ª      | Quelli che aspettano                   | Quelli che il calcio         | 11 settembre 2016 | 21 maggio 2017  | Rai 2 | Nicola Savino    | Gialappa's Band   | Studio TV3 del Centro di produzione Rai di Milano        | Luigi Antonini                         |
| 25ª      | Quelli che aspettano                   | Quelli che il calcio         | 10 settembre 2017 | 6 maggio 2018   | Rai 2 | Luca e Paolo     | Mia Ceran         | Studio TV3 del Centro di produzione Rai di Milano        | Luigi Antonini                         |
| 26ª      | Quelli che aspettano                   | Quelli che il calcio         | 16 settembre 2018 | 26 maggio 2019  | Rai 2 | Luca e Paolo     | Mia Ceran         | Studio TV3 del Centro di produzione Rai di Milano        | Luigi Antonini                         |
| 27ª      | Quelli che aspettano                   | Quelli che il calcio         | 22 settembre 2019 | 7 giugno 2020   | Rai 2 | Luca e Paolo     | Mia Ceran         | Studio TV3 del Centro di produzione Rai di Milano        | Fabrizio Guttuso Alaimo                |
| 28ª      | Quelli che aspettano                   | Quelli che il calcio         | 1º novembre 2020  | 2 maggio 2021   | Rai 2 | Luca e Paolo     | Mia Ceran         | Studio TV3 del Centro di produzione Rai di Milano        | Fabrizio Guttuso Alaimo                |
| 28ª      | Quelli che aspettano                   | Quelli che il calcio         | 1º novembre 2020  | 2 maggio 2021   | Rai 2 | Luca e Paolo     | Mia Ceran         | Studio TV3 del Centro di produzione Rai di Milano        | Fabrizio Guttuso Alaimo, Fania De Risi |
| 29ª      | Quelli che il lunedì                   | Quelli che il lunedì         | 4 ottobre 2021    | 25 ottobre 2021 | Rai 2 | Luca e Paolo     | Mia Ceran         | Studio TV3 del Centro di produzione Rai di Milano        |                                        |
| 29ª      | Quelli che...                          | Quelli che...                | 4 novembre 2021   | 2 dicembre 2021 | Rai 2 | Luca e Paolo     | Mia Ceran         | Studio TV3 del Centro di produzione Rai di Milano        |                                        |

## L'esperienza dell'Atletico Van Goof

La formazione dell'Atletico Van Goof scesa in campo il 16 aprile 1999 a Trieste per un'amichevole benefica

Nella stagione 1997-1998 Fabio Fazio e Marino Bartoletti, coautore della trasmissione, decisero di creare una vera e propria squadra da iscrivere in Terza Categoria con l'obiettivo goliardico di tesserare anche personaggi dello spettacolo e raccontare le gesta della formazione durante la trasmissione. Il programma TV sarebbe stato lo sponsor della squadra e l'intento, un po' ironico, sarebbe stato quello di portarla in soli dieci anni dalla Terza Categoria alla Serie A, finanche in Champions League. La squadra, con un gufo come simbolo, venne chiamata Atletico Van Goof in onore dell'astrologo olandese Peter Van Wood, ospite fisso del programma dalla stagione precedente, che era solito esprimere dei pronostici sul risultato di talune gare di Serie A. Data la scarsa abilità dell'astrologo nell'indovinarci, in studio venne anche allestita una grande sagoma in cartapesta rappresentante un gufo, atta a intendere il "gufare" della sfortuna contro Van Wood, e venne ironicamente inscenata una gara tra Van Wood e "Van Goof" (così battezzato come parodia del cognome dell'astrologo) che ogni domenica assegnava un punto a uno dei due; all'olandese nel caso indovinasse il pronostico e al "gufo" in caso contrario.
La formazione, nata ufficialmente il 27 agosto 1997 a Bologna, scelse i colori sociali bianco-arancioni ed ebbe anche un inno ufficiale cantato da Claudio Baglioni e scritto dallo stesso Fazio. Il primo campo casalingo fu quello del "Centro Sportivo Ca' de Mandorli", nei dintorni di San Lazzaro di Savena.
Domenicalmente l'Atletico venne seguito durante il suo campionato, con spezzoni delle varie partite e con la classifica. Fra i convocati vi furono anche alcuni inviati della trasmissione stessa, e sempre nel 1997 la squadra disputò a Genova un'amichevole contro la Sampdoria (squadra del cuore di Fazio). L'Atletico fu seguito televisivamente fino alla stagione 2000-2001, ultimo anno in cui la conduzione di Quelli che il calcio fu appannaggio di Fazio. In tre anni arrivò fino alla Prima Categoria, ma nonostante la fine dell'esperienza televisiva l'attività calcistica continuò. Nell'estate 2012 si fuse con la squadra locale del comune di Castenaso, appena promossa, partecipando alla Serie D 2012-2013 come Atletico Castenaso Van Goof al suo primo e unico campionato nazionale. La dicitura Van Goof nel nome rimase fino al 2015 con la squadra ritornata in Prima Categoria, da lì in poi il club si sarebbe chiamato soltanto Atletico Castenaso concludendo quindi definitivamente l'eredità "televisiva".

## Sigle
- 1993-2001, 2019 Enzo Jannacci - Quelli che (nel 2019 cantata dal vivo dai conduttori)
- 1993-1998 Claudio Baglioni - 2 1 X (usata per gli stacchi pubblicitari)
- 2001-2002 Simona Ventura - Non c'è tango che tenghe
- 2002-2003 Simona Ventura - Skampionato skaglionato
- 2003-2004 Simona Ventura - Disco TAR
- 2004-2005 Gianni Morandi - L'allenatore (esclusivamente per la prima puntata)
- 2004-2005 Simona Ventura - La partita del campione
- 2005-2006 Simona Ventura - Banane y balon
- 2005-2006 Mina - Fever (remix)
- 2006-2007 Simona Ventura - A noi frega solo di...
- 2006-2007 Simona Ventura - Elezioni
- 2007-2008 Finley - Diventerai una star
- 2007-2008 Koop - Summer Sun
- 2008-2009 Simona Ventura - 90º minuto
- 2008-2009 Il Genio - Pop porno
- 2008-2009 The Ting Tings - Great DJ
- 2008-2009 The Verve - Love is Noise
- 2009-2010 Abhijeet, Udit Narayan - Chori Chori Gori Se
- 2009-2010 Flaminio Maphia - Quelli che
- 2010-2011 Christina Aguilera - Candyman
- 2011 Monnalisa (Lisa Kant) - Allo stadio
- 2011-2013 Arcade Fire - No Cars Go
- 2013-2014 San Cisco - Rocket Ship
- 2014-2015 Saint Motel - My Type
- 2015-2017 Rocco Tanica - O generoso campionato
- 2017-2018 Jaspers - A Taste of honey (suonata dal vivo)
- 2019-2020 Jaspers - La ballata degli idioti (suonata dal vivo)
- 2020-2021 Jaspers - Pianeta Terra (Poroporoppo) (suonata dal vivo)
- 2021 arrangiamento del Maestro Luca Colombo (suonata dal vivo)

## Comici
|                     | Stagione | Stagione | Stagione | Stagione | Stagione | Stagione | Stagione | Stagione | Stagione | Stagione | Stagione | Stagione | Stagione | Stagione | Stagione | Stagione | Stagione | Stagione | Stagione | Stagione | Stagione | Stagione | Stagione | Stagione | Stagione | Stagione | Stagione | Stagione | Stagione | Totale edizioni |
| 1                   | 2        | 3        | 4        | 5        | 6        | 7        | 8        | 9        | 10       | 11       | 12       | 13       | 14       | 15       | 16       | 17       | 18       | 19       | 20       | 21       | 22       | 23       | 24       | 25       | 26       | 27       | 28       | 29       |          | Totale edizioni |
| ------------------- | -------- | -------- | -------- | -------- | -------- | -------- | -------- | -------- | -------- | -------- | -------- | -------- | -------- | -------- | -------- | -------- | -------- | -------- | -------- | -------- | -------- | -------- | -------- | -------- | -------- | -------- | -------- | -------- | -------- | --------------- |
| Gene Gnocchi        |          |          |          |          |          |          |          |          |          |          |          |          |          |          |          |          |          |          |          |          |          |          |          |          |          |          |          |          |          | 9               |
| Maurizio Battista   |          |          |          |          |          |          |          |          |          |          |          |          |          |          |          |          |          |          |          |          |          |          |          |          |          |          |          |          |          | 5               |
| Teo Teocoli         |          |          |          |          |          |          |          |          |          |          |          |          |          |          |          |          |          |          |          |          |          |          |          |          |          |          |          |          |          | 4               |
| Anna Marchesini     |          |          |          |          |          |          |          |          |          |          |          |          |          |          |          |          |          |          |          |          |          |          |          |          |          |          |          |          |          | 4               |
| Luciana Littizzetto |          |          |          |          |          |          |          |          |          |          |          |          |          |          |          |          |          |          |          |          |          |          |          |          |          |          |          |          |          | 1               |
| Maurizio Crozza     |          |          |          |          |          |          |          |          |          |          |          |          |          |          |          |          |          |          |          |          |          |          |          |          |          |          |          |          |          | 4               |
| Max Giusti          |          |          |          |          |          |          |          |          |          |          |          |          |          |          |          |          |          |          |          |          |          |          |          |          |          |          |          |          |          | 9               |
| Nicola Savino       |          |          |          |          |          |          |          |          |          |          |          |          |          |          |          |          |          |          |          |          |          |          |          |          |          |          |          |          |          | 7               |
| Digei Angelo        |          |          |          |          |          |          |          |          |          |          |          |          |          |          |          |          |          |          |          |          |          |          |          |          |          |          |          |          |          | 9               |
| Lucia Ocone         |          |          |          |          |          |          |          |          |          |          |          |          |          |          |          |          |          |          |          |          |          |          |          |          |          |          |          |          |          | 7               |
| Ubaldo Pantani      |          |          |          |          |          |          |          |          |          |          |          |          |          |          |          |          |          |          |          |          |          |          |          |          |          |          |          |          |          | 13              |
| David Pratelli      |          |          |          |          |          |          |          |          |          |          |          |          |          |          |          |          |          |          |          |          |          |          |          |          |          |          |          |          |          | 2               |
| Brenda Lodigiani    |          |          |          |          |          |          |          |          |          |          |          |          |          |          |          |          |          |          |          |          |          |          |          |          |          |          |          |          |          | 4               |
| Virginia Raffaele   |          |          |          |          |          |          |          |          |          |          |          |          |          |          |          |          |          |          |          |          |          |          |          |          |          |          |          |          |          | 3               |
| Trio Medusa         |          |          |          |          |          |          |          |          |          |          |          |          |          |          |          |          |          |          |          |          |          |          |          |          |          |          |          |          |          | 2               |
| Marcello Cesena     |          |          |          |          |          |          |          |          |          |          |          |          |          |          |          |          |          |          |          |          |          |          |          |          |          |          |          |          |          | 2               |
| Nuzzo e Di Biase    |          |          |          |          |          |          |          |          |          |          |          |          |          |          |          |          |          |          |          |          |          |          |          |          |          |          |          |          |          | 2               |
| Katia Follesa       |          |          |          |          |          |          |          |          |          |          |          |          |          |          |          |          |          |          |          |          |          |          |          |          |          |          |          |          |          | 1               |
| Ale e Franz         |          |          |          |          |          |          |          |          |          |          |          |          |          |          |          |          |          |          |          |          |          |          |          |          |          |          |          |          |          | 1               |
| Edoardo Ferrario    |          |          |          |          |          |          |          |          |          |          |          |          |          |          |          |          |          |          |          |          |          |          |          |          |          |          |          |          |          | 3               |
| Antonio Ornano      |          |          |          |          |          |          |          |          |          |          |          |          |          |          |          |          |          |          |          |          |          |          |          |          |          |          |          |          |          | 2               |
| Toni Bonji          |          |          |          |          |          |          |          |          |          |          |          |          |          |          |          |          |          |          |          |          |          |          |          |          |          |          |          |          |          | 4               |
| Liliana Fiorelli    |          |          |          |          |          |          |          |          |          |          |          |          |          |          |          |          |          |          |          |          |          |          |          |          |          |          |          |          |          | 1               |
| Enzo Paci           |          |          |          |          |          |          |          |          |          |          |          |          |          |          |          |          |          |          |          |          |          |          |          |          |          |          |          |          |          | 2               |
| Barbara Foria       |          |          |          |          |          |          |          |          |          |          |          |          |          |          |          |          |          |          |          |          |          |          |          |          |          |          |          |          |          | 2               |